# Шахта имени Димитрова
Шахта имени Георгия Димитрова — каменноугольная шахта в городе Мирноград.

## История
В 1897 году по указу Николая II для развития угольных копей на станцию Гришино (ныне г. Покровск) прибыл немецкий геолог Вальтер Штромберг. Он начинает проводить работы по разведке угольных пластов. В районе небольшого села Гродовка Штромберг нашёл большие запасы угля. Начались работы по строительству угольного рудника.
В 1910 году строительство было завершено, и угольный рудник «Гродовский» вступает в работу.
Производительность в те времена очень низкая — лошадь для подъема бадей на поверхность, в шахте саночники и забойщики, суточная добыча около 200—300 пудов угля (3-3,5 т). Очень высокая смертность и низкий уровень жизни.
Всё меняется с приходом советской власти в 1918 году. Начинается интенсивное освоение угольных пластов. В 1925 г. закладывается новая шахта с вертикальными стволами и суточной добычей до 1000 т. В 1933 году строительство закончено, шахте присвоено название «Гродовская», начинается интенсивное развитие пластов л-3, л-6, л-7. Суточная добыча достигает плановой — 1000 тонн в сутки. На шахте растет стахановское движение, отличники трудового соревнования Иван Крамских, Федор Круглов, Алексей Нефедов. Идет замена ручного труда механизмами, для прохождения выработок применяют взрывчатку.
Но всё обрывает война. В конце 1941 года Донбасс был оккупирован немецкими войсками. Шахта затоплена отходившими советскими войсками. Но немцы произвели откачку воды и в июне 1942 года шахта выдает свои первые тонны угля для фашистской Германии. Добыча ведется несмотря на все диверсии, производимые советскими подпольщиками. В сентябре 1943 года Донбасс освобожден от врага, однако перед отходом немцы взрывают копры «Гродовской».
Восстановление шахты продолжалось на протяжении шести лет, в 1949 году шахта вступает в строй и переименовывается в шахту им. Георгия Димитрова, болгарского коммуниста.
С 1951 года начинается строительство дополнительных стволов, вскрываются новые шахтные поля. В лаву приходят угольные комбайны, в забои проходческие машины. Гремят бригады Кузьмы Северинова, Ивана Бридька, Василия Агеева. В 1954 году шахта награждается орденом Трудового Красного Знамени, в 1962 — орденом Ленина. Славная история шахты продолжается до 1989 года, года начала забастовок.
После провозглашения независимости Украины шахта перешла в ведение министерства угольной промышленности Украины.
В мае 2015 года министерство энергетики и угольной промышленности Украины приняло решение о консервации шахты им. Димитрова.
В 2016 году было возбуждено уголовное дело о продаже оборудования шахты.